# Tricalamus biyun
Espèce
Tricalamus biyun est une espèce d'araignées aranéomorphes de la famille des Filistatidae.

## Distribution
Cette espèce est endémique du Guizhou en Chine,. Elle a été découverte dans une grotte du xian de Pan.

## Publication originale
- Zhang, Chen & Zhu, 2009 : A new cave-dwelling Tricalamus spider from Guizhou, Chna (Araneae, Filistatidae). Acta Zootaxonomica Sinica, vol. 34, no 1, p. 22-24.